# 游季勳
游季勳（1527年—1594年），本名游季炎，改名季勲，字懋甫，號静宇，江西南昌府豐城縣人，軍籍，明朝政治人物。

## 生平
嘉靖三十四年（1555年）乙卯科江西鄉試第二十一名舉人。嘉靖四十一年（1562年）中式壬戌科會試第五十八名，二甲第六十七名進士。授工部主事，升工部屯田司员外郎、郎中，出为武昌府知府，丁母憂，萬曆三年（1575年）任山东兖州府知府，升山西井陉兵备道副使，四年正月奉命随左副都御史郜光先之蓟辽，阅视边务。累升山东右布政使、管理漕运事，万历九年三月升浙江左布政使，十年四月升應天府府尹。

## 家族
曾祖游弼，長史；祖父游潛，知州；父游本，字定元，號古泉，聽選官。母甘氏。慈侍下。兄孟炎、庆炎、仲炎、叔炎。弟景炎、宗炎、际炎。叔游禾，嘉靖戊子舉人，壬辰乙榜貢士，官户部主事。